# ヒュー・ウルフ
ヒュー・ウルフ（Hugh Wolff, 1953年10月21日 - ）は、アメリカ合衆国の指揮者。

## 人物・来歴
1953年、パリ生まれ。ハーヴァード大学やパリ音楽院などで学ぶ。1979年からナショナル交響楽団の準指揮者を務めるなどして研鑽する。以後アメリカとヨーロッパのオーケストラ・ポストを歴任。古典派から現代音楽まで幅広く取り上げている。1985年から1993年までニュージャージー交響楽団音楽監督、フランクフルト放送交響楽団の常任指揮者を1997年から2006年まで務め、2008年よりニューイングランド音楽院オーケストラの音楽監督、2017年から2022年までベルギー国立管弦楽団の首席指揮者を務めた。